# Melusine
Melusine (рус. Мелюзина) — мини-альбом германо-норвежской симфоник-метал-группы Leaves' Eyes, вышел 16 декабря 2011 года в Европе и 20 декабря в США. Альбом и одноимённая композиция получили своё название в честь Мелюзины, феи из кельтских и средневековых легенд. В новом мини-альбоме группой записаны песни ранее не издававшиеся, либо видоизменённые.

## Список композиций
| №  | Название                             | Длительность |
| -- | ------------------------------------ | ------------ |
| 1. | «Melusine»                           |              |
| 2. | «To France (Unreleased Mix)»         |              |
| 3. | «Tell-Tale Eyes (Alternate Version)» |              |
| 4. | «The Battle of Maldon»               |              |
| 5. | «Legend Land (Acoustic Version)»     |              |